# Night Owl (bier)
Night Owl is een Belgisch bier van hoge gisting.
Het bier wordt gebrouwen in Brouwerij Alvinne te Moen, in samenwerking met huisbrouwerij Birdsong Brewery.
Het is een donkerbruin bier met een alcoholpercentage van 14,7%, gebrouwen met 5 moutsoorten.